# Aço para ferramentas
O aço para ferramentas refere-se a uma variedade de aço carbono e aço-liga que são particularmente adequados para serem transformados em ferramentas. Sua adequação vem da dureza distinta, resistência à abrasão e deformação e capacidade de manter uma aresta de corte a temperaturas elevadas. Como resultado, os aços para ferramentas são adequados para uso na modelagem de outros materiais. Com um teor de carbono entre 0,5% e 1,5%, os aços para ferramentas são fabricados sob condições cuidadosamente controladas para produzir a qualidade necessária. A presença de carbonetos em sua matriz desempenha um papel dominante nas qualidades do aço para ferramentas. Os quatro principais elementos de liga que formam carbonetos no aço para ferramentas são: tungstênio, cromo, vanádio e molibdênio . A taxa de dissolução dos diferentes carbonetos na forma de austenita do ferro determina o desempenho em alta temperatura do aço (mais lento é melhor, resultando em um aço resistente ao calor). O tratamento térmico adequado desses aços é importante para o desempenho adequado.
Existem seis grupos de aços para ferramentas: endurecimento por água, trabalho a frio, resistência a choques, alta velocidade, trabalho a quente e fins especiais. A escolha do grupo a selecionar depende do custo, temperatura de trabalho, dureza superficial exigida, resistência, resistência ao choque e requisitos de resistência.

## Grupo de trabalho a frio
Os aços para ferramentas para trabalho a frio incluem as séries O (endurecimento por óleo), A (endurecimento por ar) e D (alto carbono-cromo). Estes são os aços usados para cortar ou formar materiais que estão a baixas temperaturas. Esse grupo possui alta temperabilidade e resistência ao desgaste, e dureza média e resistência ao amolecimento térmico. Eles são usados na produção de peças maiores ou peças que requerem distorção mínima durante o endurecimento. O uso de têmpera de óleo e endurecimento a ar ajuda a reduzir a distorção, evitando as tensões mais altas causadas pela têmpera mais rápida da água. São utilizados mais elementos de liga nesses aços, em comparação com a classe de endurecimento da água. Essas ligas aumentam a temperabilidade dos aços e, portanto, exigem um processo de têmpera menos severo e, como resultado, são menos propensas a trincas. Eles têm alta dureza superficial e são frequentemente usados para fazer lâminas de facas. A usinabilidade dos graus de endurecimento por óleo é alta, mas para os tipos com alto teor de carbono-cromo é baixa.

### Endurecimento de óleo: a série O
Esta série inclui um tipo O1, um tipo O2, um tipo O6 e um tipo O7. Todos os aços deste grupo são normalmente endurecidos a 800   ° C, o óleo foi temperado e depois temperado a <  200 °C. 
| Grau | Composição                                                 | Notas |
| ---- | ---------------------------------------------------------- | --- |
| O1   | 0,90% C, 1,0–1,4% Mn, 0,50% Cr, 0,50% W, 0,30% Si, 0,20% V | É um aço de trabalho a frio usado para medidores, ferramentas de corte, ferramentas para trabalhar madeira e facas. Pode ser endurecido para 66 HRC, normalmente usado em Rc61-63. Vanádio é opcional. Também vendido como Arne, SKS3, 1.2510 e 100MnCrW4. |
| O2   | 0,90% C, 1,5–2,0% Mn, 0,30% Cr, 0,30% Si, 0,15% V          | É um aço de trabalho a frio usado para medidores, ferramentas de corte, ferramentas para trabalhar madeira e facas. Pode ser endurecido para 66 HRC, normalmente usado em Rc61-63. Também vendido como 1.2842 e 90MnCrV8. |
| O6   | 1,45% C, 1,0% Mn, 1,0% Si, 0,3% Mo                         | É um aço para ferramentas grafítico de endurecimento a óleo, para trabalho a frio, com excelente resistência ao desgaste deslizante metal-metal e escoriações. APLICAÇÕES: Medidores de rosca, medidores mestres, excêntricos, buchas, mangas, placas de granulação de carne, mandris, rolos de formação, lâminas de cisalhamento, punções, matrizes, guias de alimentação de barras. |

### Endurecimento a ar: a série A
Os aços endurecedores a ar modernos são caracterizados por baixa distorção durante o tratamento térmico, devido ao seu alto teor de cromo. Sua usinabilidade é boa e eles têm um equilíbrio de resistência ao desgaste e tenacidade (ou seja, entre as classes D e resistente a choques).
| Grau | Composição                                                                            | Notas |
| ---- | ------------------------------------------------------------------------------------- | --- |
| A2   | 1,0% C, 1,0% Mn, 5,0% Cr, 0,3% Ni, 1,0% Mo, 0,15–0,50% V                              | Um aço de ferramenta de uso geral comum; é a variedade mais comumente usada para endurecer ao ar. É comumente usado para esvaziar e formar punções, matrizes de corte, matrizes de enrolar linhas e matrizes de moldagem por injeção. |
| A3   | 1,25% C, 0,5% Mn, 5,0% Cr, 0,3% Ni, 0,9-1,4% Mo, 0,8-1,4% V                           | |
| A4   | 1,0% C, 2,0% Mn, 1,0% Cr, 0,3% Ni, 0,9-1,4% Mo                                        | |
| A6   | 0,7% C, 1,8-2,5% Mn, 0,9-1,2% Cr, 0,3% Ni, 0,9-1,4% Mo                                | Esse tipo de aço-ferramenta endurece ao ar a uma temperatura relativamente baixa (aproximadamente a mesma temperatura que os tipos de endurecimento por óleo) e é dimensionalmente estável. Portanto, é comumente usado para matrizes, ferramentas de conformação e medidores que não exigem extrema resistência ao desgaste, mas precisam de alta estabilidade. |
| A7   | 2,00–2,85% C, 0,8% Mn, 5,00–5,75% Cr, 0,3% Ni, 0,9–1,4% Mo, 3,9–5,15% V, 0,5–1,5 W    | |
| A8   | 0,5–0,6% C, 0,5% Mn, 4,75–5,50% Cr, 0,3% Ni, 1,15–1,65% Mo, 1,0–1,5 W                 | |
| A9   | 0,5% C, 0,5% Mn, 0,95–1,15% Si, 4,75–5,00% Cr, 1,25–1,75% Ni, 1,3–1,8% Mo, 0,8–1,4% V | |
| A10  | 1,25-1,50% C, 1,6-2,1% Mn, 1,0-1,5% Si, 1,55-2,05% Ni, 1,25-1,75% Mo                  | Esta classe contém uma distribuição uniforme de partículas de grafite para aumentar a usinabilidade e fornecer propriedades autolubrificantes. É comumente usado para medidores, mandris, tesouras e punções. |

### 1,2767 tipo
A ISO 1.2767, também conhecida como DIN X 45 NiCrMo 4, AISI 6F7 e BS EN 20 B, é um aço para ferramentas endurecedor ao ar com um elemento de liga primária de níquel. Possui boa tenacidade, grãos estáveis e é altamente polida. É usado principalmente para matrizes em aplicações de moldagem por injeção de plástico que envolvem altas tensões. Outras aplicações incluem matrizes de corte, matrizes de forjamento e lâminas industriais.

## Grupo de trabalho a quente
Os aços de trabalho a quente são um grupo de aço usado para cortar ou modelar o material a altas temperaturas. Os aços para ferramentas do grupo H foram desenvolvidos para resistência e dureza durante exposição prolongada a temperaturas elevadas. Esses aços para ferramentas são de baixo carbono e ligas de moderada a alta, que fornecem boa dureza e tenacidade a quente e boa resistência ao desgaste devido a uma quantidade substancial de carboneto.
| Definindo propriedade  | Grau AISI-SAE | Características significativas                                                  |
| ---------------------- | ------------- | ------------------------------------------------------------------------------- |
| Endurecimento por água | W             |                                                                                 |
| Trabalho a frio        | O             | Endurecimento de óleo                                                           |
| Trabalho a frio        | UMA           | Endurecimento ao ar; liga média                                                 |
| Trabalho a frio        | D             | Alto carbono; alto cromo                                                        |
| Resistente ao choque   | S             |                                                                                 |
| Alta velocidade        | T             | Base de tungstênio                                                              |
| Alta velocidade        | M             | Base de molibdênio                                                              |
| Trabalho a quente      | H             | H1-H19: base de cromo H20 – H39: base de tungstênio H40-H59: base de molibdênio |
| Molde de plástico      | P             |                                                                                 |
| Propósito especial     | eu            | Baixa liga                                                                      |
| Propósito especial     | F             | Tungstênio carbono                                                              |